# Sonora annulata
Sonora annulata — вид змій родини полозових (Colubridae). Мешкає в США і Мексиці.

## Підвиди
Виділяють два підвиди:
- Sonora annulata annulata (Baird, 1859) — південно-східна Каліфорнія (пустеля Колорадо), південно-західна Аризона, північний схід Баха-Каліфорнії, північний захід Сонори;
- Sonora annulata klauberi (Stickel, 1941) — південь Аризони (околиці Туксона).

## Поширення і екологія
Sonora annulata мешкають на півдні Калфорінії і Аризони, а також на півночі мексиканських штатів Баха-Каліфорнія та Сонора. Вони живуть в пустелях і напівпустелях.